# دايفيد لويس (ممثل)
دايفيد لويس (بالفرنسية: David Lewis)‏ (و. 1976  م) هو ممثل أفلام كندي، ولد في فانكوفر.

## وصلات خارجية
- دايفيد لويس على موقع IMDb (الإنجليزية)
- دايفيد لويس على موقع ألو سيني (الفرنسية)
- دايفيد لويس على موقع قاعدة بيانات الفيلم (الإنجليزية)
- دايفيد لويس في قاعدة بيانات الأفلام على الإنترنت